# William L. Langer
William Leonard Langer (16 de abril de 1896 – 26 de dezembro de 1977) foi um historiador americano, analista de inteligência e conselheiro político. Ele serviu como presidente do departamento de história da Universidade Harvard e, durante a Segunda Guerra Mundial, atuou como chefe da Divisão de Pesquisa e Análise do Escritório de Serviços Estratégicos (OSS). Especializou-se na diplomacia dos períodos de 1840–1900 e da Segunda Guerra Mundial. Editou diversos livros, incluindo uma série sobre história europeia, um grande livro de referência e um livro didático universitário.

## Primeiros anos e educação
Nascido em South Boston, Massachusetts, em 16 de abril de 1896, foi o segundo de três filhos de imigrantes alemães recentes, Charles Rudolph e Johanna Rockenbach. Seu irmão mais velho, Rudolf Ernest Langer, tornou-se matemático, e seu irmão mais novo, Walter Charles Langer, psicanalista.

## Carreira
Langer lecionou história moderna europeia na Clark University por quatro anos antes de aceitar um cargo na Harvard. Em 1936, tornou-se o primeiro a ocupar a cadeira Archibald Coolidge.
Durante a Segunda Guerra Mundial, serviu no Escritório de Serviços Estratégicos (OSS) como chefe da Divisão de Pesquisa e Análise. Em 1950, organizou o Escritório de Estimativas Nacionais da recém-criada Agência Central de Inteligência (CIA).

## Honrarias
William Langer recebeu a Medalha por Mérito do presidente Harry Truman em julho de 1946, em reconhecimento ao seu serviço durante a guerra. Foi também laureado com o Prêmio Bancroft em 1954 e recebeu títulos honorários de Harvard, Yale e Universidade de Hamburgo em 1955. Foi presidente da Associação Histórica Americana em 1957.